# Melanagromyza virens
Melanagromyza virens este o specie de muște din genul Melanagromyza, familia Agromyzidae. A fost descrisă pentru prima dată de Friedrich Hermann Loew în anul 1869. Conform Catalogue of Life specia Melanagromyza virens nu are subspecii cunoscute.